# Simone Venier
Simone Venier, italijanski veslač, * 26. avgust 1984.
Venier je za Italijo nastopil kot veslač v dvojnem četvercu na Poletnih olimpijskih igrah 2008 v  Pekingu. Italijanski čoln je tam osvojil srebrno medaljo. 